# A briglia sciolta (film)
A briglia sciolta (La bride sur le cou) è un film del 1961 diretto da Roger Vadim.

## Trama
Sofia è la bella modella, nonché fidanzata, del famoso fotografo di moda Filippo Belmas. Costui un giorno la lascia improvvisamente per una ereditiera statunitense, che Sofia è decisa a uccidere a fucilate come fece in passato sua nonna.

## Produzione
La sceneggiatura venne in principio scritta da Jean Aurel, che ne doveva anche essere il regista; in seguito il film è stato affidato alla direzione dell'ex marito della Bardot Roger Vadim, che ne modificò la trama accentuando il lato fisico dell'attrice.
Le scene in alta montagna sono state girate presso Villard-de-Lans.

## Censura
La censura italiana eliminò la scena di nudo integrale della Brigitte Bardot che balla nella stanza da bagno e un'altra scena di nudo della stessa nel finale, per un totale di 67 metri di pellicola, e col divieto ai minori di 16 anni. Il divieto è stato tolto nel 2011 in occasione della distribuzione del dvd, in cui sono state inserite le scene all'epoca censurate.